# Улрих Робери
Улрих Робери (фр. Ulrich Robeiri; Кајена, 26. октобар 1982) је француски мачевалац који се такмичи у борбама мачем.
Као члан француске репрезентације освојио је злато на Светском првенству 2006. у Торину, након победе над Шпанијом у финалу. Са репрезентацијом је освојио злато и на Летњим олимпијским играма 2008. у Пекингу. У финалу су били бољи од репрезентације Пољске.